# 1060
| 1060               |
| ------------------ |
| Dødsfald - Fødsler |
|                    |

| Gregoriansk kalender | 1060 MLX                |
| Ab urbe condita      | 1813                    |
| Armensk kalender     | 509 ԹՎ ՇԹ               |
| Kinesiske kalender   | 3756 – 3757 己亥 – 庚子 |
| Etiopisk kalender    | 1052 – 1053             |
| Jødisk kalender      | 4820 – 4821             |
| Hindukalendere       |                         |
| - Vikram Samvat      | 1115 – 1116             |
| - Shaka Samvat       | 982 – 983               |
| - Kali Yuga          | 4161 – 4162             |
| Iransk kalender      | 438 – 439               |
| Islamisk kalender    | 452 – 453               |

Konge i Danmark: Svend 2. Estridsen 1047-1074
Se også 1060 (tal)